# Tabernaemontana apoda
Tabernaemontana apoda là một loài thực vật thuộc họ Apocynaceae. Đây là loài đặc hữu của Cuba. Chúng hiện đang bị đe dọa vì mất môi trường sống.